# Wahid Ullah Zaid
Wahid Ullah Zaid (ur. 1 września 1944) – afgański zapaśnik walczący w stylu klasycznym. Olimpijczyk z Tokio 1964, gdzie zajął dwunaste miejsce w kategorii do 70 kg.
Szósty na igrzyskach azjatyckich w 1982 roku.

## Letnie Igrzyska Olimpijskie 1964
| Konkurencja           | Rundy eliminacyjne        | Rundy eliminacyjne  | Rundy eliminacyjne    | Klas. końcowa |
| Konkurencja           | Przeciwnik I              | Przeciwnik II       | Przeciwnik III        | Miejsce       |
| --------------------- | ------------------------- | ------------------- | --------------------- | ------------- |
| 70 kg styl klasycznym | Alejandro Echaniz (MEX) R | Kurt Madsen (DEN) P | Franz Schmitt (FRG) P | 12.           |